# جيم غرينغراس
جيم غرينغراس (بالإنجليزية: Jim Greengrass)‏ هو لاعب كرة قاعدة أمريكي، ولد في 24 أكتوبر 1927 في أديسون في الولايات المتحدة.

## وصلات خارجية
- جيم غرينغراس على موقع دوري كرة القاعدة الرئيسي (الإنجليزية)
- جيم غرينغراس على موقعبيزبول رفرنس.كوم (الدوري الرئيسي) (الإنجليزية)
- جيم غرينغراس على موقعبيزبول رفرنس.كوم (الدوري الثانوي) (الإنجليزية)
- جيم غرينغراس على موقع إي إس بي إن.كوم (أم.أل.بي) (الإنجليزية)
- جيم غرينغراس على موقع مشجعي الرسوم البيانية (الإنجليزية)